# Union Mysterium Christi
Union Mysterium Christi es una congregación religiosa católica femenina de vida apostólica y de derecho pontificio que nace en 1976, a partir de la unión de ocho congregaciones francesas. A las religiosas de este instituto se les conoce como hermanas de Cristo y posponen a sus nombres las siglas U.M.C.

## Historia

El papa Pablo VI sancionó la unión de la nueva congregación, el 6 de agosto de 1976.

La congregación Union Mysterium Christi nació a partir de la unión de ocho congregaciones religiosas francesas. En 1969 se había dado un primer paso, con la federación de las Hermanas de la Cruz y las hijas de la Cruz. El 6 de agosto de 1976, con la aprobación pontificia, se añadieron otros institutos formando así una congregación religiosa de derecho pontificio centralizada.
Los institutos que entraron a formar parte de esta nueva congregación fueron: las Hermanas de la Cruz de Saint-Quentin, fundadas por Pierre Guérin de Tencin, en Roye, en 1625, para la educación e instrucción cristiana de la juventud; las Hijas de la Cruz de París, fundadas por Marie L'Huiller de Villeneuve, con la ayuda de Guerin, en 1641, para el mismo fin; las Hermanas de la Cruz de Le Puy, fundadas en Le Puy-en-Velay, por el obispo Claude de La Roche-Aymon, en 1711; las Hijas de la Cruz de Marchienne, fundadas en 1906, en Marchienne-au-Pont; las Hijas de la Cruz de Lavar, fundadas por el obispo de Lavaur, René Le Sauvage, en 1685; las Hermanas de la Natividad de Nuestra Señora, fundadas en 1813, por Louis-Barthelemy Enfantin y Jeanne de Croquoison, en Crest; las Siervas de Cristo Rey, fundadas por Marie-Rose Leclair, en Caen, en 1919; y las Siervas de la Providencia de Corenc, fundadas por el obispo de Grenoble, Claude Simon, en 1824.

## Organización
Union Mysterium Christi es un instituto religioso internacional centralizado de derecho pontificio, cuyo gobierno es ejercido por una superiora general. La sede central se encuentra en París.
Las hermanas de Cristo se dedican a diversas actividades apostólicas, principalmente a la instrucción y educación cristiana de la juventud, impartiendo catequesis o en las instituciones educativas bajo su custodia, a la pastoral sanitaria y a las obras de caridad.
En 2015, la congregación contaba con unas 422 religiosas y 65 comunidades, presentes en Bélgica, Camerún, Chile, Francia, Italia, Madagascar y Reino Unido.